# 263 درسدا
263 درسدا 263 Dresda كويكب صغير يتخذ مداراً حول الشمس, درسدا كويكب من عائلة كورونيس وقد تم اكتشافه في 3, نوفمبر 1886 من قبل الفلكي النمساوي يوهان بليسا في مدينة فيينا 
يقع مدار263 درسدا مع كويكبات كورونيس التي تقع في المنطقة الخارجية لحزام الكويكبات الرئيسي بين المريخ والمشتري. مدار263 درسدا يقع على مسافة متوسطة 2.88900 وحدة فلكية من الشمس، وتطوف عائلة كورونيس في تكتل على نفس المدار.يعتقد أنها من بقايا تحطم جسم ضخم، وأنها قد تشكلت قبل ملياري سنة على الأقل في حادث اصطدام كارثي بين جسمين، تم تسميتها نسبة للكويكب كورونيس 158, الذي اكتشف في 1876 من قبل الفلكي الألماني الاصل الروسي الجنسية فيكتور كارلوفتش نوور. و تنتمي 'عائلة كورونيس لعائلة هيراياما من الكواكب الصغيرة وهو كويكب من النوع أس أو (S-type)
و هي كويكبات ذات تركيبة صخرية تتكون بشكل أساسي من الحديد وسيليكات الماغنيسيوم تمت تسمية نسبة لمدينة درسدن (بالألمانية: Dresden) هي عاصمة ولاية ساكسونيا في شرق ألمانيا.

## المنشأ
تشكل درسدا كباقي كويكبات كورونيس التي يعتقد انها تشكلت من بقايا حطام حادث اصطدام كارثي بين جسمين فلكين أو تحطم جسم جرم فلكي متاجنس، وبالتالي تشترك في نفس العمر وتاريخ التشكل . اشارت عمليات الرصد إلى ان السطوع المرصود لكويكبات كورونيس مختلف من كويكب إلى اخر وهذا يعود إلى تفاوت احجامها ونتيجة لدورانها، ولزمن الرصد.
- حزام الكويكبات
- عائلة كورونيس
- كورونيس 158
- كويكب من النوع أس
- اوردا 167
- لكريمسا 208
- 277 الفيرا
- 136 اوستريا

- The Asteroid Orbital Elements Database
- Minor Planet Discovery Circumstances
- Asteroid Lightcurve Data File

1. ↑  Dictionary of Minor Planet Names (بالإنجليزية) (6th ed.). Springer Science+Business Media. p. 36. ISBN:978-3-642-29717-5. OL:26743934M. QID:Q21856429.
2. ↑  "263 Dresda". قاعدة بيانات مختبر الدفع النفاث لأجرام النظام الشمسي الصغيرة. ناسا/مختبر الدفع النفاث. مؤرشف من الأصل في 2019-12-15.
3. ↑  Ridpath، John Clark (1897). The Standard American Encyclopedia of Arts, Sciences, History, Biography, Geography, Statistics, and General Knowledge. Encyclopedia Publishing. مؤرشف من الأصل في 2020-02-13. {{استشهاد بكتاب}}: |archive-date= / |archive-url= timestamp mismatch (مساعدة)صيانة الاستشهاد: ref duplicates default (link)
4. ↑  "Fresh Spin on Solar Powered Asteroids", نسخة محفوظة 06 يناير 2011 على موقع واي باك مشين.
5. ↑  DeMeo، Francesca E.؛ وآخرون (يوليو 2009)، "An extension of the Bus asteroid taxonomy into the near-infrared" (PDF)، Icarus، ج. 202، ص. 160–180، Bibcode:2009Icar..202..160D، DOI:10.1016/j.icarus.2009.02.005، مؤرشف من الأصل (PDF) في March 17, 2014، اطلع عليه بتاريخ 2013-04-08. See appendix A.
6. ↑  "Entdecke DE": في زيارة درسدن - Deutschland.de - Your link to Germany [وصلة مكسورة] نسخة محفوظة 2020-08-13 على موقع واي باك مشين.
7. ↑  "Spin vector alignment of Koronis family asteroids" (بالإنجليزية). Archived from the original on 2020-02-13. Retrieved 2016-11-17.